# シートートムシメヌ山
シートートムシメヌ山（シートートムシメヌやま）は、北海道の雨竜郡幌加内町と天塩郡遠別町の2町にまたがる標高799mの山である。

## 概要
天塩山地中央部の主脈に位置し、道道688号が通る鞍部を挟んでピッシリ山と対峙する。北東側の稜線上にはシートートムシメヌ山よりも高い標高854.8mの椴虫山があり、山頂には三等三角点「椴虫山」が設置されている。

## 山名
シートートムシメヌ山の山名はアイヌ語であるが、由来については諸説ある。北海道実測切図などの古地図には「シートートㇺシメヌプリ」と表記されていた。
- 「si tu-tom-us-pe nupuri（大きな・尾根の上に更にポコっと出ているもの・山）」から「pe nupuri」が鼻音化して「me nupuri」となり、日本語表記の際に省略されるはずの「山」を意味する「ヌプリ」がなぜか「ヌ」だけ残ってしまった説[3]。
- 「situ-tom-us-mem（山の尾根に向かって付いている古い小川）」シートートムシメヌ山にある沢の名前が山名になったという説[3]。
- 「シー・トートム・シ・メヌ（大きなコブ山がある枝川）」シートートムシメヌ山にある沢の名前が山名になったという説[3]。
- 「si-tu-tomotuy（主たる・峰・途切れる）」幌加内町と遠別町の境界にある、シートートムシメヌ山南西側の鞍部が、町界では極めて標高が低いことからこの名が付き、日本語表記の際に省略されるはずの「山」を意味する「ヌプリ」がなぜか「ヌ」だけ残ってしまった説[4]。
- 「〔si- ru〔tom osma〕ru〕w or（「大きい・道・にぶつかる・道」の所）」遠別川と雨竜川を繋ぐ道がかつては存在していたとされ、雨竜川支流のカルウシナイ川から標高460mほどの鞍部を経て行くルートが「大きい・道」であり、その枝道が「シートートムシメヌ（si- ru〔tom osma〕ru）」であり、枝道の目印が「〔si- ru〔tom osma〕ru〕w or（シートートムシメヌ・の所」としてこれが「シートートムシメヌプリ」となったという説[3]。その枝道とは、ルヤンペナイ川から安平志内川へ入り、安平志内川支流のルベシベ川から遠別川支流のルベシュベ川へと至る道であると一説では考えられている[3]。

椴虫山の名前の由来は「シー "トートムシ" メヌ山」が由来と考えられる。

## 登山
シートートムシメヌ山周辺は北海道でも屈指の人口希薄地帯であるため、アプローチはマイカーが主流である。登山道は存在せず、主なルートは、幌加内町側からのルートである。道道688号と道道964号が合流する地点からは工事中につき通行止めとなるため、ウツナイ川の出合までは徒歩で行く。ウツナイ川を沢登りをして山頂へ至る。藪漕ぎなどを強いられるため一般的ではない。本来は登山道のない山は、藪が雪に埋もれる積雪期に登られることが多いが、唯一のアプローチである道道688号が冬期閉鎖するため、無雪期に登られることが多い。